# Водний вокзал (Петрозаводськ)
Петрозаводський водний вокзал або Річковий вокзал — будівля й портові споруди Петрозаводського порту з обслуговування водного пасажирського транспорту. Розташований на набережній Онезького озера за адресою: проспект Карла Маркса 1-А.

## Історія та опис
Ще при будівництві Петровського заводу в 1703—1706 роках неподалік від сучасного вокзалу була споруджена північна гавань-пристань. Згодом це місце було вибрано міським товариством в 1793 році для громадської пристані й пристанських будівель. З того часу причальні споруди й будівлі пристані неодноразово перебудовувалися — дерев'яна пристань була замінена на бетонну, замість дебаркадерів і дерев'яних будівель в 1975 році за проєктом архітекторів Є. Д. Розенфельда і С. Б. Клейнмана було споруджено двоповерхову будівлю водного вокзалу. У будівлі діють ресторан, готель, нічний клуб, дільничний пункт поліції. Каси та зал очікування не працюють
Від причалу вокзалу курсують судна типу «Метеор» і «Комета» за маршрутами Петрозаводськ — Кижі, Петрозаводськ — Сінна Губа, Петрозаводськ — Велика Губа. До 2010 року діяла міська теплохідна лінія Петрозаводськ — Баранячий берег. Також у навігацію причал використовується туристичними теплоходами, а в міжнавігаційний період — для зимового відстою суден.
У липні 2010 р на причалі № 4 побудований павільйон, в якому розмістилися каси пасажирських водних сполучень та зал очікування.

## Галерея

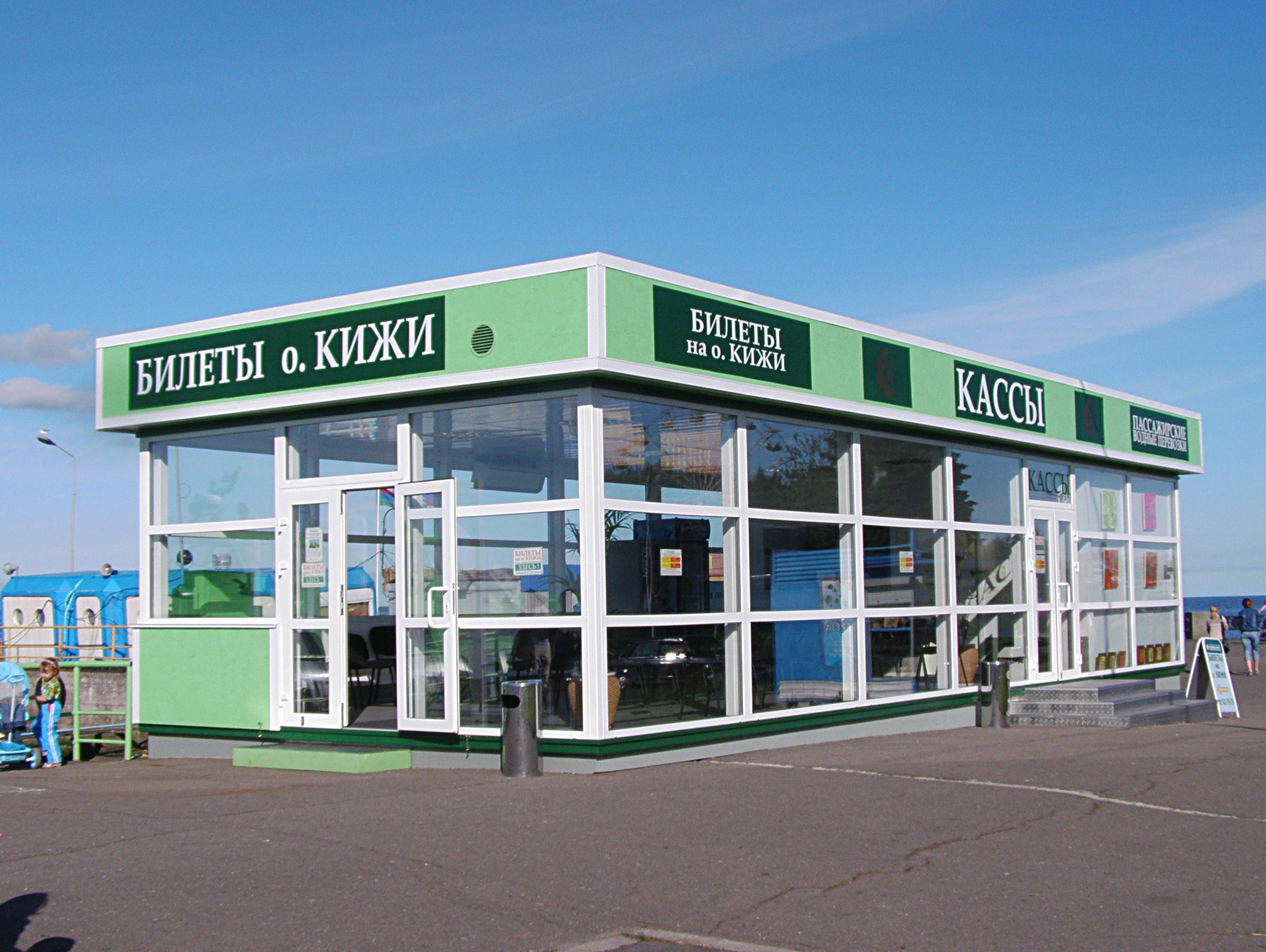
Павільйон на причалі №4 (2010)
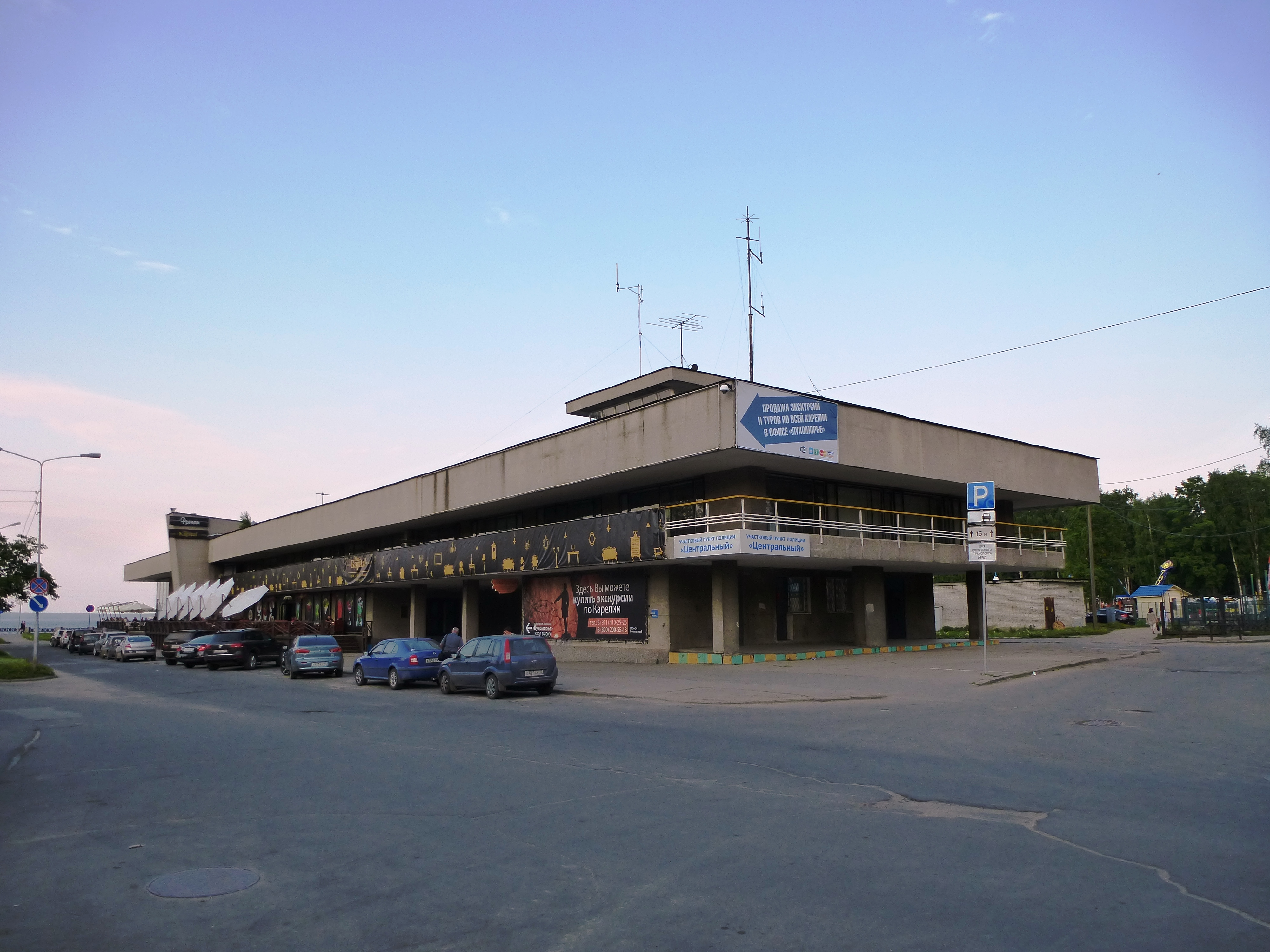
Вид на будівлю вокзалу з проспекту Карла Маркса (2013)
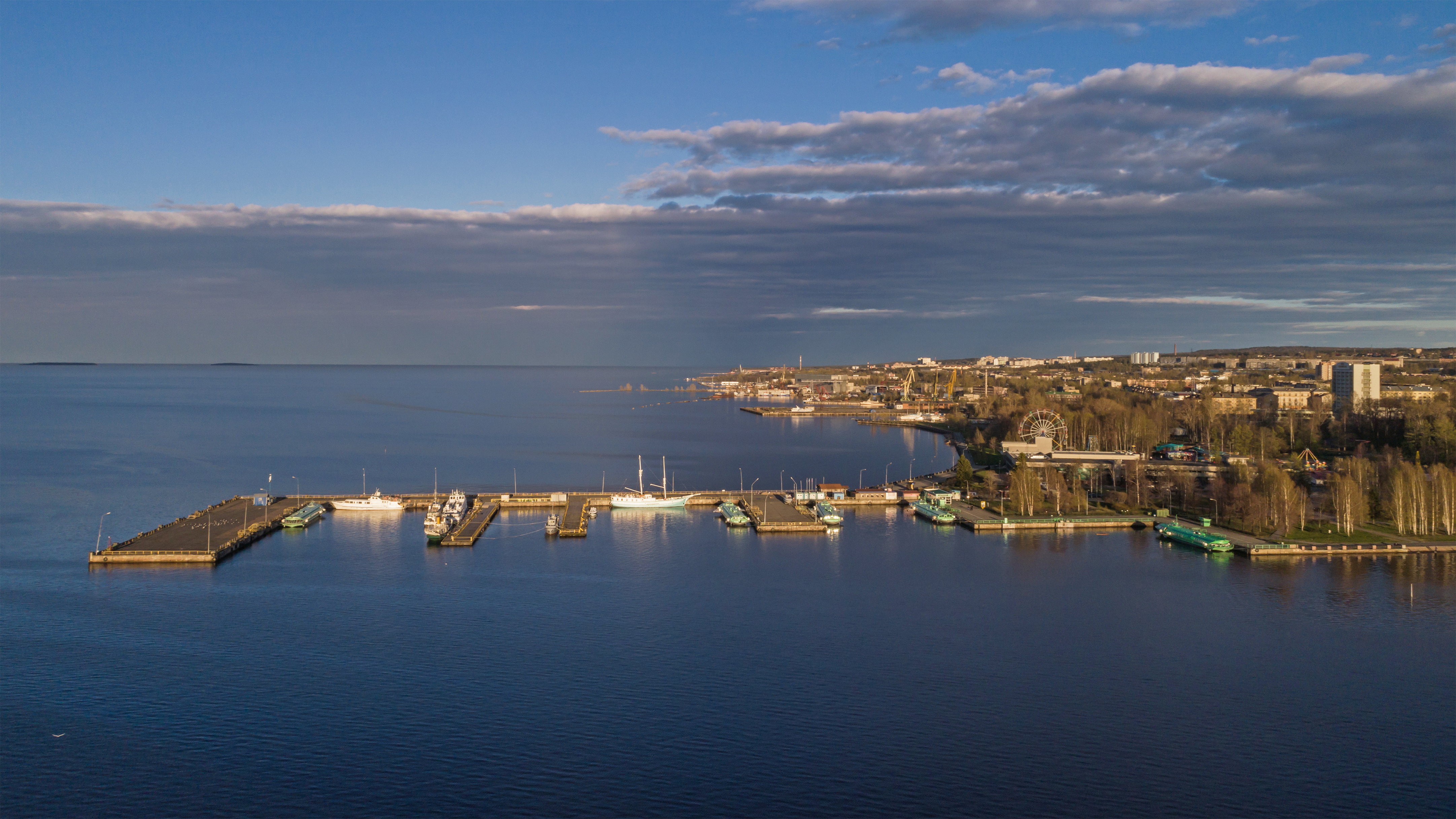
Пасажирські причали (2017)